# Entrance Point
Entrance Point (spanska: Punta Entrada) är en udde  i Sydshetlandsöarna i Antarktis. Argentina, Chile och Storbritannien gör alla anspråk på området.
Terrängen inåt land är kuperad västerut, men norrut är den platt. Havet är nära Entrance Point åt sydost. Närmaste befolkade plats är den spanska forskningsstationen Gabriel de Castilla, 7,5 kilometer nordväst om Entrance Point. 